# Nombre de Hersey
Le nombre de Hersey {\displaystyle (Hs)} est un nombre sans dimension utilisé en tribologie pour traiter des problèmes de lubrification à la surface de rouleau en mouvement. Il représente le rapport entre les forces visqueuses et la force d'entraînement,.
Ce nombre porte le nom de Mayo Dyer Hersey, ingénieur en mécanique américain.
On le définit de la manière suivante :
{\displaystyle Hs={\frac {\mu \,\omega \,L_{c}}{F}}}
avec :
- μ - viscosité dynamique
- ω - vitesse de rotation
- Lc - longueur caractéristique
- F - force d'entraînement

Ce nombre est utilisé dans l'imprimerie afin de définir les conditions de travail qui permettent la déposition d'une couche d'encre sur les parties rotatives des presses. Il existe un nombre de Hersey critique au-dessous duquel aucune couche de liquide ne se forme à la surface du rouleau, ce qui entraîne une friction importante. 
Il existe des définitions de ce nombre qui utilisent l'inverse de l'équation présentée ci-dessus.